# Cyril Norman Hinshelwood
Cyril Norman Hinshelwood (Londres, Inglaterra; 19 de junio de 1897-Ibíd., 9 de octubre de 1967) fue un químico inglés galardonado con el Premio Nobel de Química en 1956 por sus estudios sobre la dinámica de las reacciones químicas.

## Biografía
De pequeño se trasladó con su familia a Canadá, pero en 1905 retornó a Inglaterra estableciéndose con su familia en Chelsea.
Estudió en la Universidad de Oxford, donde más tarde fue profesor desde 1937.
Miembro de la Royal Society, fue su presidente entre los años 1955 y 1960. En 1948 fue nombrado Caballero del Imperio Británico por el rey Jorge VI del Reino Unido. Hinshelwood murió el 9 de octubre de 1967 en su residencia de Londres.

## Investigaciones científicas
Inició sus investigaciones sobre las diferentes combinaciones del hidrógeno y el oxígeno, tratando de explicar el mecanismo de las reacciones químicas por métodos cinéticos.
Estas investigaciones le llevaron a ganar el premio Nobel de Química en 1956 por sus investigaciones sobre el mecanismo de las reacciones químicas, el cual fue compartido con el soviético Nikolái N. Semiónov, el cual había realizado sus investigaciones independientemente.
Hinshelwood trató de explicar el mecanismo de las reacciones químicas por métodos cinéticos en sus obras, especialmente en:
- Kinetic of Chemical Changes in Gaseous Systems ("Cinética de los cambios químicos en sistemas gaseosos", 1926)
- The Reaction between Hydrogen and Oxygen ("La reacción entre el hidrógeno y el oxígeno", 1934)
- The Chemical Kinetics of the Bacterian Cell ("Las cinéticas químicas de la célula bacteriana", 1946).

## Eponimia
- El cráter lunar Hinshelwood lleva este nombre en su memoria.[3]

## Sucesión de Premios Nobel
| Predecesor: Vincent du Vigneaud | Premio Nobel de Química 1956 | Sucesor: Alexander Todd |

- Datos: Q48986
- Multimedia: Cyril Norman Hinshelwood / Q48986